# Пётр Александрийский
Пётр Александри́йский (др.-греч. Πέτρος Ἀλεξανδρείας; III век, Александрия — 25 ноября 311, Александрия) — епископ Александрийский (Епифаний Кипрский называет Петра архиепископом), христианский богослов. Почитается в лике священномучеников, память в Православной церкви 25 ноября (по юлианскому календарю), в Католической церкви 25 ноября.

## Жизнеописание
Петр родился и вырос в Александрии, его воспитателем был александрийский епископ Феона. Получив хорошее образование, Петр в течение пяти лет (с 295 года) управлял Александрийской богословской школой. В 300 году возглавил после Феоны Александрийскую церковь. Во время великого гонения при императоре Диоклетиане и Максимиане покинул город и странствовал по империи. Вернувшись в Александрию написал «Слово о Покаянии», адресованное христианам, которые шли на различные ухищрения (вплоть до отречения от Христа), чтобы избежать мучений.

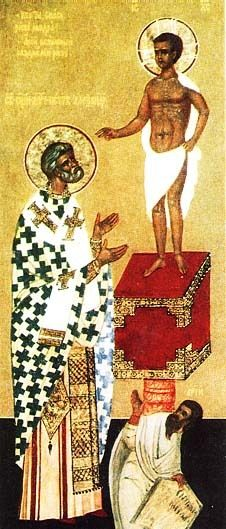
Видение святого Петра

Петр был современником ересиарха Ария, которого он проклял и отлучил от церкви. С арианством связано вошедшие в житийную литературу и гимнографию видение святого Петра. Когда в 311 году Петр был арестован и заключён в тюрьму, то, согласно Синаксарю:

Христа яко младенца на святом жертвеннице видев, в раздранну облеченна ризу, и глаголюща, яко Арий раздра ю.

Арест Петра и решение о его казни спровоцировали народные волнения. Чтобы избежать казней своих сторонников, Петр попросил ночью разобрать заднюю стену тюрьмы и таким образом вывести его на казнь. Димитрий Ростовский так передаёт историю казни святого Петра:

Трибун с воинами удивлялись мужеству святого, шедшего на смерть, и, взяв его, привели на то место, где святой апостол Марк принял мученическую кончину, и там отсекли ему честную главу. Близ гроба святого Марка находилась одна девица, затворница; когда она молилась Богу в ту ночь, в которую святой Петр был усечён, то услышала голос с неба, говорящий: «Петр — начало апостолов, Петр — конец александрийских мучеников».
— Димитрий Ростовский. Жития святых (25 ноября)
Тело Петра было взято христианами и перенесено в церковь, где на время отпевания было помещено на горнем месте, на которое, согласно житию, он из смирения не дерзал садиться при жизни.

## Правила Петра Александрийского
Написанное Петром в 306 году «Слово о покаянии» (греч. περὶ μετανοίας) было разбито на 14 правил, вошедших в канонические правила христианской церкви (в латинском издании правила Петра называются canones poenitentiales). 15-е правило Петра о посте в среду и пятницу взято из его слова на Пасху. Текст правил Петра Александрийского содержится в Пидалионе и Кормчих книгах.
Кроме церковных правил Петром была написана книга «О Божестве», которая цитировалась на Третьем и Четвёртом Вселенских соборах. Сочинения Петра включены в 18-й том Patrologia Graeca.